# Antoni Radziwiłł
Antoni Henryk Radziwiłł (phát âm tiếng Ba Lan: [anˈtɔɲi ˈxɛnrɨk raˈd͡ʑiviww]; 13 tháng 6 năm 1775 – 7 tháng 4 năm 1833) là một  lãnh chúa, nhạc sĩ và chính trị gia người Ba Lan và Phổ. Ông là Công tước của Nieśwież và Ołyka, và với tư cách là một thành viên của gia đình Radziwiłł, ông cũng được giữ danh hiệu của một Hoàng tử của Đế chế La Mã Thần thánh. Từ năm 1815 đến năm 1831, ông giữ chức vụ là Thống đốc-Công tước (tiếng Ba Lan: książę-namiestnik, tiếng Đức: Statthalter) của Đại công quốc Posen, một tỉnh tự trị của Vương quốc Phổ được tạo ra từ các vùng đất của Đại Ba Lan được sáp nhập vào các Phân vùng của Ba Lan.

## Tiểu sử

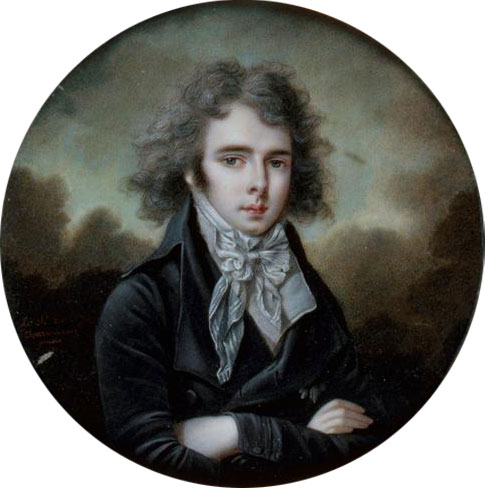
Chân dung đương thời, 1797

Antoni Radziwiłł sinh vào ngày 13 tháng 6 năm 1775 tại Vilnius. Cha của ông là Michał Hieronim Radziwiłł, còn mẹ ông tên Helena née Przeździecka. Từ năm 1792, ông theo học tại trường Đại học Göttingen và ông được mời vào triều đình của vua Friedrich Wilhelm II của Phổ. Năm 1796, ông kết hôn với Luise Philippine của Phổ, người con gái thứ hai của August Ferdinand nước Phổ và cũng là cháu của Friedrich II Đại vương. Gia đình mới thuyết phục ông rằng ông nên là người đứng ra hòa giải xung đột giữa những người Ba Lan đang sống tại Phân vùng thứ ba sau thất bại của Cuộc nổi dậy Kościuszko và chính quyền nước Phổ tại Berlin. Do dự trước việc lựa chọn ủng hộ Berlin, Warsaw hay Saint Petersburg, Radziwiłł đã phát triển ý tưởng biên tỉnh Nam Phổ trở thành hạt nhân của một vương quốc Ba Lan mới, do vua Phổ cai trị trong liên minh cá nhân.

## Giải thưởng
- Thịnh vượng chung Ba Lan và Litva: Huân chương Đại bàng trắn, 6 tháng 9 năm 1793; 1 tháng 12 năm 1815[1]
- Vương quốc Phổ:
  - Huân chương Đại bàng đỏ, 1795[2]
  - Huân chương Đại bàng đen, 16 tháng 3 năm 1796[3]
- Vương quốc Bayern: Huân chương thánh Hubert, 1825[4]
- Dòng Chiến sĩ Toàn quyền Malta: Hiệp sĩ Danh dự và Cống hiến[1]

### Văn học
- Witold Jakóbczyk, Przetrwać na Wartą 1815–1914, Dzieje narodu i państwa polskiego, vol. III-55, Krajowa Agencja Wydawnicza, Warszawa 1989